# Pyotr Bolotnikov
Pyotr Bolotnikov (Zinovkino, 8 de março de 1930 — 20 de dezembro de 2013) foi um atleta soviético, campeão dos 10 000 m nos Jogos Olímpicos de Roma, em 1960, e por duas vezes recordista mundial desta prova.
Nascido na hoje República da Mordóvia, um divisão federal de Federação Russa, Pyotr só iniciou os treinamentos como corredor aos vinte anos de idade, quando se integrou ao Exército Vermelho.
Ganhou seu primeiro campeonato nacional em 1957, derrotando por 0,2s na final o então bicampeão olímpico Vladimir Kuts, que conquistara as medalhas de ouro nos 5 000 m e 10 000 m nos Jogos de Melbourne, em 1956, onde ele não teve uma participação de sucesso. Entre 1958 e 1962, veio a ser o campeão nacional dos 5 000 e 10 000 m da URSS, ganhando também o campeonato dos 10 000m em 1964 e o de cross-country em 1958.
Sem alcançar um resultado positivo em Melbourne, onde seu compatriota Kuts brilhou, Pyotr compareceu aos Jogos de Roma como um dos favoritos à medalha de ouro. Controlando a prova dos 10 000 m da saída até a chegada, venceu com uma margem de cinco segundos de diferença os demais corredores, os co-favoritos alemães e neozelandeses. Em 5 de outubro do mesmo ano, quebrou pela primeira vez o recorde mundial da prova, estabelecendo a marca de 28m18s8.
Em 1962, duas semanas antes do Campeonato Europeu de Atletismo em Belgrado, Pyotr quebrou seu próprio recorde em Moscou, por apenas 0,6 s, deixando-o em 28:18.2 e tornando-se o franco favorito para as provas de fundo do campeonato. Ele ganhou facilmente os 10 000 m mas chegou num surpreendente terceiro lugar nos 5 000 metros.
Após outra mal sucedida participação nos Jogos Olímpicos de Tóquio em 1964, ele decidiu deixar o atletismo em 1965.
Por sua conquista olímpica, Pyotr Bolotnikov recebeu do governo soviético em 1960, a Ordem de Lenin, maior condecoração civil do país.